# Кибеккасы
Кибеккасы́ (чув. Кипеккасси) — деревня в Чебоксарском районе Чувашской Республики. Входит в состав Ишакского сельского поселения.

## География
Находится в северной части Чувашии на расстоянии приблизительно 16 км на юго-запад по прямой от районного центра поселка Кугеси на левом берегу реки Унга.

## История
Известна с 1795 года как выселок села Ишаки с 7 дворами. В XIX веке околоток деревни Вторая Алина (ныне Кибеккасы). В 1859 было учтено 37 дворов, 194 жителя, в 1897—246 жителей, в 1926 — 46 дворов, 1956 жителей, в 1939—220 жителей, 1979—131. В 2002 году было 32 двора, в 2010 — 25 домохозяйств. В 1930 вошла в колхоз им. Сталина.

## Население
Постоянное население составляло 74 человека (чуваши 93 %) в 2002 году, 64 в 2010.